# تفجير مبنى الأمم المتحدة في بغداد

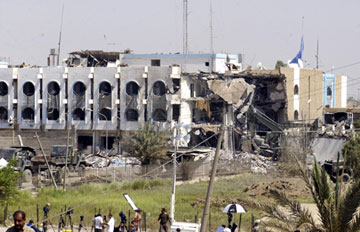
مبنى الأمم المتحدة ببغداد بعد الانفجارعام 2003

تفجير مبنى الأمم المتحدة في بغداد أو تفجير فندق القناة هو هجوم انتحاري بشاحنة مفخخة في بغداد، العراق ظهر يوم 19 أغسطس 2003. أسفر الانفجار عن مقتل 22 شخصاً من بينهم الممثل الخاص للأمم المتحدة في العراق سيرجيو فييرا دي ميلو وجرح أكثر من 100 شخص بينهم المحامي والناشط السياسي أمين مكي مدني. استهدف الانفجار بعثة الأمم المتحدة لمساعدة العراق التي تم إنشاؤها قبل خمسة أيام فقط. (تستخدم الأمم المتحدة الفندق كمقر رئيسي لها في العراق منذ أوائل التسعينيات). أدى تفجير 19 أغسطس إلى انسحاب معظم موظفي الأمم المتحدة البالغ عددهم 600 موظف من العراق في غضون أسابيع. كان لهذه الحوادث تأثير كبير وطويل الأمد على على الاحتياطات الأمنية للأمم المتحدة على مستوى العالم.
أعقب هذا الهجوم هجوم انتحاري آخر بسيارة مفخخة في 22 سبتمبر 2003 بالقرب من مقر الأمم المتحدة في بغداد أسفر عن مقتل حارس أمن وإصابة 19 شخصًا.
في أبريل 2004؛ أعلن أبو مصعب الزرقاوي زعيم تنظيم جماعة التوحيد والجهاد مسؤوليته عن تفجير 19 أغسطس.

## المشتبه بهم
كما هو معروف أن تنظيم القاعدة في العراق قد أعلن مسؤوليته عن التفجير وذلك بناء على عدة بيانات للقاعدة في العراق بالإضافة لتسجيل صوتي لأبومصعب الزرقاوي حيث تبنى فيه الهجوم. إلا أنه وفي نفس الوقت تبنت مجاميع صغيرة العملية ذاتها مثل مجموعة جيش محمد ومجموعة أنصار السنة وأنصار الإسلام.

## قائمة الضحايا
| الاسم                       | العمر | الجنسية           | الوظيفة                                                                          |
| --------------------------- | ----- | ----------------- | -------------------------------------------------------------------------------- |
| سيرجيو فييرا دي ميلو        | 55    | البرازيل          | الممثل الخاص للأمين العام للأمم المتحدة في العراق                                |
| نادية يونس                  | 57    | مصر               | رئيس لفريق ممثل الأمم المتحدة الخاص في بغداد                                     |
| فيونا واتسون [الإنجليزية]   | 35    | المملكة المتحدة   | عضو في فريق عمل سيرجيو فييرا دي ميلو، مسؤولة الشؤون السياسية                     |
| جان سليم كنعان [الإنجليزية] | 33    | مصر إيطاليا فرنسا | مسؤول سياسي                                                                      |
| ريتشارد هوبر                | 40    | الولايات المتحدة  | كبير مستشاري وكيل الأمين العام للأمم المتحدة لإدارة الشؤون السياسية              |
| مانويل مارتن أور            | 56    | إسبانيا           | كابتن بحري مساعد السفير الاسباني الخاص في العراق                                 |
| كريستوفر كلاين بيكمان       | 32    | كندا              | منسق برنامج صندوق الأمم المتحدة للطفولة                                          |
| رهام الفرا                  | 29    | الأردن            | إدارة الإعلام ، نائب المتحدث الرسمي                                              |
| مارثا تيس                   | 47    | الولايات المتحدة  | مدير مكتب منسق الأمم المتحدة للشؤون الإنسانية للعراق                             |
| لين أسعد القاضي             | 32    | العراق            | مساعد معلومات مكتب منسق الأمم المتحدة للشؤون الإنسانية للعراق                    |
| رانيلو بوينافينتورا         | 47    | الفلبين           | سكريتير لسيرجيو فييرا دي ميلو في مكتب منسق الأمم المتحدة للشؤون الإنسانية للعراق |
| رضا حسيني                   | 43    | إيران             | موظف الشؤون الإنسانية بمكتب الأمم المتحدة لمراقبة الهدنة في العراق               |
| احسان طه حسين               | 26    | العراق            | سائق لدى مكتب منسق الأمم المتحدة للشؤون الإنسانية للعراق                         |
| باسم محمود عطوي             | 40    | العراق            | حترس لدى مكتب منسق الأمم المتحدة للشؤون الإنسانية للعراق                         |
| رائد شاكر مصطفى المهداوي    | 32    | العراق            | لجنة الأمم المتحدة للرصد والتحقق والتفتيش (أنموفيك)                              |
| جيليان كلارك                | 47    | كندا              | صندوق الأطفال المسيحي                                                            |
| آرثر هيلتون                 | 54    | الولايات المتحدة  | مدير دراسات السلام والصراع في المجلس الأمريكي للعلاقات الخارجية                  |
| علياء احمد سوزا             | 54    | العراق            | البنك الدولي                                                                     |
| خضر سليم ساهر               |       | العراق            | مدني                                                                             |
| علي محمد هندي               |       | العراق            | مدني                                                                             |
| سعد هيرميس ابونا            | 33    | العراق            | مقاول للأمم المتحدة (عامل كافتيريا فندق القناة)                                  |
| عمر قحطان محمد الأورفلي     | 34    | العراق            | سائق / مترجم فوري ، صندوق الأطفال المسيحي                                        |
| عماد أحمد سلمان الجبودي     | 45    | العراق            | عامل كهرباء                                                                      |